# Lac de l'Orignal
Lac de l'Orignal är en sjö i Kanada.   Den ligger i regionen Estrie och provinsen Québec, i den sydöstra delen av landet, 400 km öster om huvudstaden Ottawa. Lac de l'Orignal ligger 424 meter över havet. Arean är 0,24 kvadratkilometer. Den sträcker sig 0,6 kilometer i nord-sydlig riktning, och 0,8 kilometer i öst-västlig riktning.
I omgivningarna runt Lac de l'Orignal växer i huvudsak blandskog. Runt Lac de l'Orignal är det ganska tätbefolkat, med 80 invånare per kvadratkilometer.